# Xenolecanium rotundum
Xenolecanium rotundum är en insektsart som beskrevs av Takahashi 1951. Xenolecanium rotundum ingår i släktet Xenolecanium och familjen skålsköldlöss. Inga underarter finns listade i Catalogue of Life.